# Magdiel Estrada
Magdiel Estrada Cala (* 26. srpna 1994) je kubánský zápasník–judista.

## Sportovní kariéra
Na mezinárodní scéně se pohybuje od roku 2013 v lehké váze. Připravuje se v Havaně pod vedením Justa Nody. V roce 2015 vyhrál pro Kubánce prestižní panamerické hry. V roce 2016 se kvalifikoval na olympijské hry v Riu. V prvním kole vybodoval Čecha Jaromíra Ježka na wazari na zemi dopracovanou technikou o-soto-gari. Ve druhém kole se utkal s Gruzíncem Lašou Šavdatuašvilim a od úvodu prohrával na wazari po technice ura-nage. Gruzínec přidal koncem druhé minuty druhé wazari za techniku harai-makikomi a ukončil jeho olympijskou premiéru ve druhém kole.

### Vítězství
- 2016 – 1x světový pohár (Buenos Aires)

## Výsledky
| Olympijské hry          |     |     |     | úč. |  |  |  |  |  |  |  |  |  |  |  |  |  |  |  |  |  |  |
| Mistrovství světa       | úč. | úč. | úč. |     |  |  |  |  |  |  |  |  |  |  |  |  |  |  |  |  |  |  |
| Panamerické hry         |     |     | 1.  |     |  |  |  |  |  |  |  |  |  |  |  |  |  |  |  |  |  |  |
| Panamerické mistrovství | 2.  | 2.  | 2.  | 3.  |  |  |  |  |  |  |  |  |  |  |  |  |  |  |  |  |  |  |
| MS juniorů              | 7.  | úč. |     |     |  |  |  |  |  |  |  |  |  |  |  |  |  |  |  |  |  |  |